# Andrea Cipressa
Andrea Cipressa (* 14. Dezember 1963 in Venedig) ist ein ehemaliger italienischer Florettfechter.

## Erfolge
Andrea Cipressa wurde 1985 in Barcelona, 1986 in Sofia und 1990 in Lyon mit der Mannschaft Weltmeister. Im Einzel gelang ihm 1985 zudem der Gewinn der Vizeweltmeisterschaft. Er nahm an zwei Olympischen Spielen teil: 1984 zog er in Los Angeles mit der Mannschaft ungeschlagen ins Finale ein, das gegen Deutschland mit 8:7 gewonnen wurde. Gemeinsam mit Andrea Borella, Stefano Cerioni, Mauro Numa und Angelo Scuri wurde Cipressa, der in den Vorrundenbegegnungen gegen Ägypten und die Vereinigten Staaten zum Einsatz kam, somit Olympiasieger. Bei den Olympischen Spielen 1988 in Seoul belegte er mit der Mannschaft den siebten Rang.
1988 wurde er italienischer Meister. Seine Tochter Erica Cipressa ist ebenfalls Fechterin. Nach seiner aktiven Karriere wurde er als Funktionär tätig, unter anderem für den italienischen Fechtverband.